# Mistrovství Československa jednotlivců na klasické ploché dráze 1979
Mistrovství Československa jednotlivců na klasické ploché dráze 1979 bylo tvořeno 6 závody.

## Závody
Z1 = Pardubice - 13. 6. 1979
Z2 = Praha - 14. 6. 1979
Z3 = Slaný
Z4 = Plzeň
Z5 = Zohor - 30. 6. 1979
Z6 = Březolupy - 1. 7. 1979

## Celkové výsledky
| Pořadí | Jméno             | Klub              | Body | Body celkem |
| ------ | ----------------- | ----------------- | ---- | ----------- |
| 1.     | Jiří Štancl       | Rudá hvězda Praha |      | 83          |
| 2.     | Zdeněk Kudrna     | Rudá hvězda Praha |      | 69          |
| 3.     | Petr Ondrašík     | Rudá hvězda Praha |      | 64          |
| 4.     | Aleš Dryml        | Pardubice         |      | 61          |
| 5.     | Petr Kučera       | Pardubice         |      | 51          |
| 6.     | Jan Verner        | Rudá hvězda Praha |      | 48          |
| 7.     | Václav Verner     | Rudá hvězda Praha |      | 46          |
| 8.     | Milan Špinka      | Rudá hvězda Praha |      | 46          |
| 9.     | Emil Sova         | Pardubice         |      | 45          |
| 10.    | Jan Hádek         | Plzeň             |      | 42          |
| 11.    | Jiří Jirout       | Pardubice         |      | 40          |
| 12.    | Josef Minařík     | Slaný             |      | 38          |
| 13.    | Jiří Svoboda      | Rudá hvězda Praha |      | 26          |
| 14.    | Jindřich Dominik  | Plzeň             |      | 24          |
| 15.    | Jan Klokočka      | Slaný             |      | 21          |
| 16.    | Karel Voborník    | Slaný             |      | 13          |
| 17.    | Ladislav Hradecký | Rudá hvězda Praha |      | 1           |

### 1. závod Pardubice - 13. června 1979
| Pořadí | Jméno         | Klub              | Body | Body celkem |
| ------ | ------------- | ----------------- | ---- | ----------- |
| 1.     | Jiří Štancl   | Rudá hvězda Praha |      | 15          |
| 2.     | Aleš Dryml    | Pardubice         |      | 13          |
| 3.     | Václav Verner | Rudá hvězda Praha |      | 12          |
| 4.     | Jiří Jirout   | Pardubice         |      | 9           |
| 5.     | Jan Verner    | Rudá hvězda Praha |      | 9           |
| 6.     | Zdeněk Kudrna | Rudá hvězda Praha |      | 8           |
| 7.     | Petr Ondrašík | Rudá hvězda Praha |      | 8           |
| 8.     | Petr Kučera   | Pardbuice         |      | 8           |

### 2. závod Praha - 14. června 1979
| Pořadí |      | Jméno            | Klub              | Body        | Body celkem |
| ------ | ---- | ---------------- | ----------------- | ----------- | ----------- |
| 1.     | (4)  | Jiří Štancl      | Rudá hvězda Praha | 2,3,3,3,3   | 14          |
| 2.     | (7)  | Zdeněk Kudrna    | Rudá hvězda Praha | 3,3,0,3,3   | 12+3        |
| 3.     | (3)  | Jiří Jirout      | Pardubice         | 1,2,3,3,3   | 12+2        |
| 4.     | (2)  | Václav Verner    | Rudá hvězda Praha | 3,3,ef,3,2  | 11          |
| 5.     | (1)  | Aleš Dryml       | Pardubice         | f,3,3,2,3   | 11          |
| 6.     | (15) | Jan Hádek        | Plzeň             | 3,1,2,1,1   | 8           |
| 7.     | (10) | Petr Ondrašík    | Rudá hvězda Praha | 1,1,2,2,2   | 8           |
| 8.     | (11) | Jan Verner       | Rudá hvězda Praha | 3,ef,ef,2,2 | 7           |
| 9.     | (12) | Petr Kučera      | Pardubice         | 0,2,3,1,1   | 7           |
| 10.    | (13) | Jiří Svoboda     | Rudá hvězda Praha | 2,1,1,1,2   | 7           |
| 11.    | (6)  | Jindřich Dominik | Plzeň             | 2,0,2,2,0   | 6           |
| 12.    | (14) | Milan Špinka     | Rudá hvězda Praha | 1,2,2,0,1   | 6           |
| 13.    | (9)  | Emil Sova        | Pardubice         | 2,2,1,0,0   | 5           |
| 14.    | (5)  | Jan Klokočka     | Slaný             | 1,0,1,1,0   | 3           |
| 15.    | (16) | Josef Minařík    | Slaný             | 0,0,1,0,1   | 2           |
| 16.    | (8)  | Karel Voborník   | Slaný             | 0,1,0,ef,0  | 1           |